# Géraldine Reuteler
Géraldine Reuteler (Nidwalden, 21 de abril de 1999) es una futbolista suiza. Actualmente, juega en el Eintracht Fráncfort y en la selección femenina de Suiza.

## Clubes
| Club                | País     | Año             |
| ------------------- | -------- | --------------- |
| FC Lucerna          | Suiza    | 2014 - 2018     |
| Eintracht Fráncfort | Alemania | 2018 - presente |

## Carrera

### Clubes
Reuteler comenzó su carrera en 2008 en el FC Stans, donde jugaba su hermano Julien, antes de pasar al FC Lucerna en febrero de 2014. En Lucerna, después de solo cuatro meses, fue ascendida al primer equipo en el verano de 2014 e hizo su debut en la Nationalliga A en una victoria por 1-0 sobre el FC Zürich el 30 de agosto del mismo año. Hizo 43 apariciones en la liga y anotó 28 goles en cuatro años antes de firmar un contrato de dos años con el 1. FFC Frankfurt el 21 de marzo de 2018, que expiró el 30 de junio de 2020. En julio de 2020, el 1. FFC Frankfurt pasó a formar parte del club Eintracht Fráncfort. A principios de 2022, extendió su contrato con el Eintracht Fráncfort hasta junio de 2024.

### Selección nacional
Reuteler completó el Campeonato de Europa de 2015 para los Sub-17 de Suiza y solo perdió en la final. En junio de 2016 siguió la semifinal de la Eurocopa con la Sub-19 de Suiza. En 2017, Reuteler recibió su primera convocatoria para la selección nacional suiza e hizo su debut el 10 de junio de 2017 cuando entró como suplente de Martina Moser contra Inglaterra.

## Vida personal
Reuteler estudió en el Talents School FREI’S Schulen, donde se graduó como empresaria en el año 2018.